# Phare de Santa Pola
Le phare de Santa Pola est un phare situé sur Cabo de Santa Pola, qui domine la Baie d'Alicante dans la province d'Alicante (Communauté valencienne) en Espagne.
Il est géré par l'autorité portuaire d'Alicante .

## Histoire
Il a été construit sur la Torre Atalayola, une ancienne tour de vigilance côtière de la péninsule de Cabo de Santa Pola. C'est une tour carrée de 15 m de haut, avec galerie et lanterne, centrée sur un bâtiment de gardiennage d'un seul étage. Le phare est peint en blanc et la lanterne est grise.
Il est placé au sommet d'une falaise, à environ 4 km du port de Santa Pola. Il émet trois flashs blancs toutes les 20 secondes, à un plan focal de 152 m au-dessus du niveau de la mer.
Identifiant : ARLHS : SPA046 ; ES-24400 - Amirauté : E0152 - NGA : 4664 .
|                             |
| Phare de Santa Pola la nuit |

### Lien connexe
- Liste des phares d'Espagne